# Renault Midlum
Renault Midlum (Рено Мидлам) — среднетоннажный грузовой автомобиль, грузоподъёмностью от 7,5 до 18 тонн (в зависимости от модификации) производства Renault Trucks, предназначенный для городской доставки продуктов и товаров. Производился с 1999 по 2013 год, после чего был заменён Renault D. В 2010 году был произведён стотысячный автомобиль этой модели. Модификация Renault Midlum 300 DXI производится заводом Nordex S.A. в Аргентине, Чили и Уругвае.
Также имеется модификация с электрическим двигателем.

## Renault Midlum первого поколения (2000—2006)
Внешне грузовые машины Renault Midlum первого поколения были очень схожими с предыдущей моделью — Renault Premium, поскольку при производстве кабин обеих моделей использовались максимально унифицированные детали. Однако кабина Рено Мидлум в ширину на 20 сантиметров меньше и отличается меньшим передним свесом, что делает легче процесс маневрирования в стеснённых условиях большого города. В первом поколении Renault Midlum выпускались в двадцати четырёх разнообразных модификациях, которые отличались: полной массой (6-ти до 16-ти тонн); видом кабины (дневная длиной 1,6 м, без спального места, либо спальная длиной 2,0 м, а также 2,9-метровая с двумя рядами сидений и четырьмя дверями); подвеской (рессорного или пневматического типа); тормозной системой (с задними тормозами дискового или барабанного вида); типоразмерами шасси (с длиной кузова от 3,4 м до 10,2 м). Линейка двигателей автомобили Renault Midlum практически полностью унаследовали от последнего на тот момент поколения среднетоннажников Renault Midliner. В неё вошли две модификации четырёхцилиндрового дизельного мотора объемом 4,0 литра и мощностью в 135 и 150 л. с.; три варианта 6,2-литрового шестицилиндрового турбированного дизеля мощностью 180, 210 и 250 л. с. В зависимости от мощности мотора, грузовики различались и цифровыми индексами. В частности, Renault Midlum 150 имеет мотор мощностью 150 л. с., а Renault Midlum 210 оснащён силовым агрегатом мощностью 210 л. с. Двигатели могут агрегатироваться с четырьмя моделями коробок переключения передач: пятиступенчатой механической производства ZF; механическими коробками Eaton с шестью и девятью ступенями; либо автоматической коробкой переключения передач марки Allison.

## Renault Midlum второго поколения (2006—2013)
Очередное поколение грузовиков Renault Midlum, появившееся в 2006 году, получило не только кабину с обновленным дизайном, но и усовершенствованное шасси, более эффективную трансмиссию, а также новые экономичные и экологичные двигатели. Количество доступных модификаций Renault Midlum увеличилось с 24-х до 75-ти, и, кроме того, стали доступными разнообразные специальные модификации. К примеру, с уменьшенной шириной колеи, либо с увеличенными грузоподъёмностью и колёсной формулой (до 6х2). Число вариантов кабин осталось прежним, однако количество вариантов их оснащения в значительной степени увеличилось. Комплектация короткой (дневной) кабины не изменилась; кабина Global (бывшая ночная) получила 5 вариантов оснащения (Standard, Relax, Night, Monobloc и Utility), а также 3 конфигурации (Authentique, Alliance и Privilège). Кабина четырёхдверная, рассчитанная на 6 или 7 мест, получила отдельные варианты исполнения для пожарных и коммунальных служб. Внутренний интерьер салона всех кабин стал гораздо более современным. Внутренние панели выполнены из легко моющихся материалов, а тоннель двигателя и пол грузовика покрыты толстым шумопоглощающим покрытием. Водительское кресло оборудовано пневматической подвеской, рулевая колонка регулируется по углу наклона, а также по высоте вылета. Штатная система отопления при необходимости усиливается доступным в опциональном режиме автономным обогревателем.

## Гамма модификаций
На мировом автомобильном рынке можно приобрести грузовики Renault Midlum в различных вариантах модификаций.
Во-первых, модификации делятся по тоннажу — от среднетоннажного до крупнотоннажного и существует большое количество конфигураций надстроек на шасси: бортовой или бортовой тентованный, тентованный шторный, фургон промтоварный, изотермический или рефрижераторный; автокран; автоэвакуатор; бортовой с крано-манипуляторной установкой; автоцистерна; бетоносмеситель; контейнеровоз; самосвал.
Во-вторых, модельный ряд Renault Midlum включает в себя следующие линейки грузовиков, различающиеся мощностью двигателя: 135, 150, 160, 180, 190, 210, 220, 240, 250, 270, 280. Каждая из названных групп, в свою очередь, также состоит из автомобилей сразу нескольких конфигураций.

## Фотогалерея
- Renault Midlum 220 - среднетоннажная модель автомобиля.
- Renault Midlum Electric - электрическая модификация Renault Midlum.
- Пожарная машина на базе Renault Midlum 300.
- Снегоуборочная машина на крупнотоннажной модификации Renault Midlum.
- Полноприводной Renault Midlum 240 в составе армии Бангладеш.

## Факты
С использованием грузовика Renault Midlum 300 14 июля 2016 года был совершён теракт в Ницце, в результате которого погибли 87 человек и ещё 434 были ранены.